# Yesterday
«Yesterday» es una canción compuesta por Lennon-McCartney, cuya versión original fue grabada en el año 1965 para el álbum Help!, de la banda de rock británica The Beatles. Dicha versión es una balada melancólica de dos minutos y tres segundos que supuso la primera composición oficial de The Beatles donde un solo integrante de la banda grababa un tema: Paul McCartney, que fue acompañado por un cuarteto de cuerdas. La composición se diferencia de los trabajos anteriores del grupo, por lo que el resto de los integrantes no aceptaron que se editara como sencillo en el Reino Unido.
Según el Libro Guinness de los récords es una de las canciones más versionadas en la historia de la música popular hasta 2017, La Broadcast Music, Inc. (BMI) afirma que en el siglo XX, fue interpretada cerca de siete millones de veces. Además, a pesar de que los datos de las discográficas y las editoriales musicales se disparen, se sabe que hasta 2015 había aportado a McCartney 490 millones de euros.
En 2002, McCartney preguntó a Yoko Ono (la viuda de Lennon) si podía invertir los créditos de la composición, de tal manera que se leyera "McCartney/Lennon". Ono se negó.

## Origen

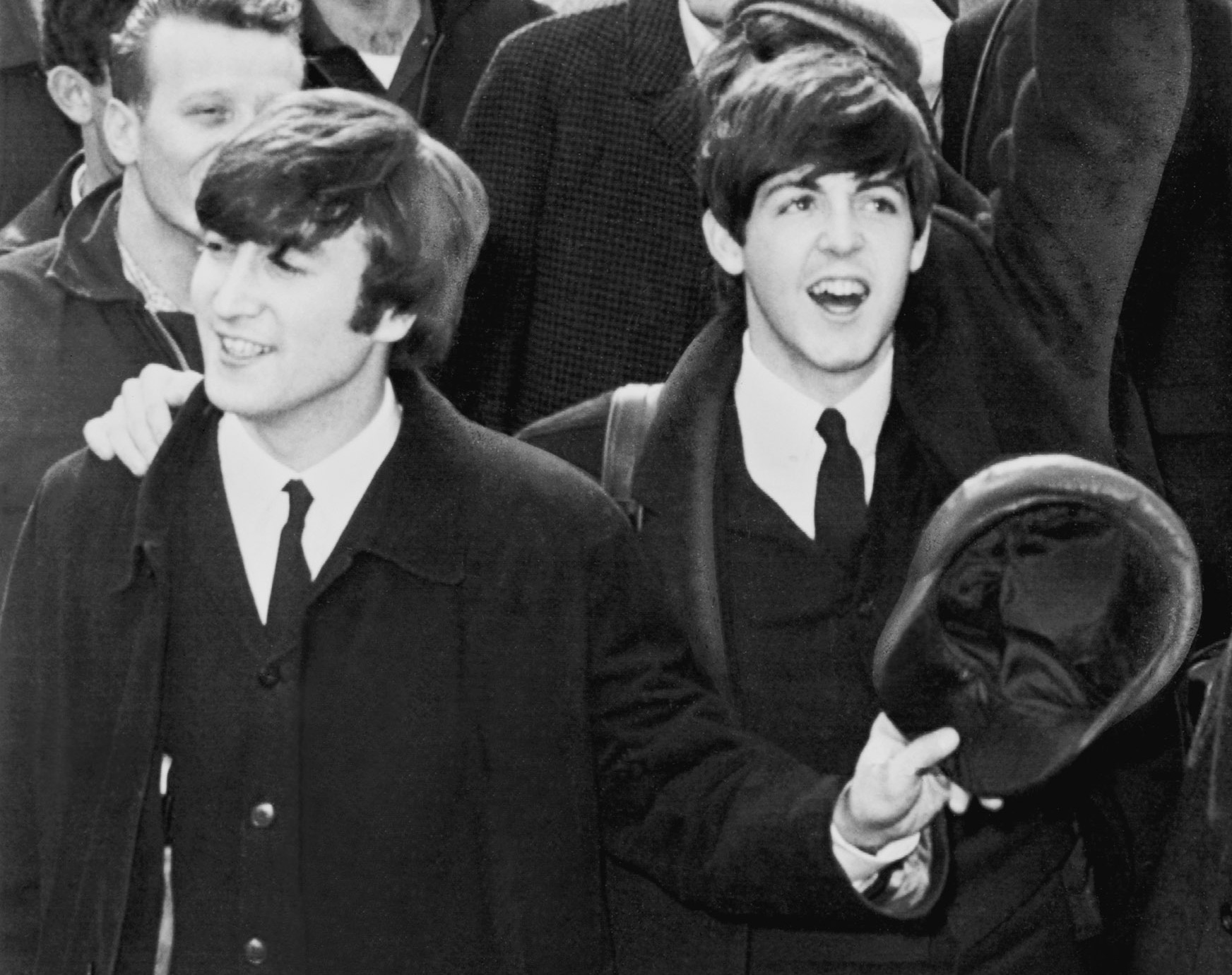
A pesar de que McCartney compuso la canción de manera independiente, esta se acreditó a Lennon-McCartney. Fotografía de Lennon y McCartney en 1964.

De acuerdo con los biógrafos de McCartney y The Beatles, McCartney compuso la melodía completa en un sueño que tuvo en la casa de su entonces novia Jane Asher y su familia en Londres, en la calle Wimpole. Al despertarse, fue al piano, puso en funcionamiento una grabadora de cintas y la tocó, para no olvidarla junto con su sueño. Al principio, temió haber plagiado una composición existente:

"Durante cerca de un mes fui a ver gente del negocio de la música, preguntándoles si conocían esa melodía. Fue como si hubiera encontrado algo que debía entregar a la policía. Pensé que si en unas semanas nadie la reclamaba entonces sería mía".

Después de convencerse de que no había tomado la melodía de otra composición, McCartney empezó a hacerse cargo de la letra que la acompañaría. Tenía el título "Scrambled Eggs" (en español: "Huevos revueltos"), mientras encontraba la letra y un título más adecuado. En su biografía, Many Years From Now, McCartney dijo:

"Lo primero que hice con la melodía fue verificar si no tenía dueño, y la gente me dijo: 'No, es encantadora, y estoy seguro de que es toda tuya'. Me tomó un poco de tiempo asegurarme que no pertenecía a alguien, pero como un buen buscador, finalmente la reclamé como mía; al principio no sabía qué letra adaptarle. Solía llamarla "Huevos revueltos".

Durante el rodaje de la película Help, se colocó un piano en uno de los estudios en donde se filmaba. McCartney aprovechó para cantar "Scrambled Eggs" acompañándose con el piano. Richard Lester, el director de la película, se irritó mucho al oírla por lo que le dijo a McCartney que terminara de escribir la canción o se llevaría el piano. La paciencia de los otros Beatles también llegó al límite por el empeño que ponía McCartney para progresar en la canción, George Harrison dijo al respecto: "¡Caray, él siempre estaba hablando sobre esta canción. Se podría pensar que era Beethoven o alguien parecido!".
McCartney afirmó haber compuesto «Yesterday» durante los conciertos de The Beatles en Francia en 1964; sin embargo, la canción no fue lanzada hasta el verano de 1965. Durante ese lapso el grupo publicó dos discos, A Hard Day's Night y Beatles for Sale, por lo que en cualquiera de ellos pudo haberse incluido la canción «Yesterday». Aunque McCartney no ha comentado nunca lo que pasó, es probable que la razón de este largo retraso pudiera haber sido un hipotético desacuerdo entre McCartney y George Martin respecto al arreglo de la canción, o pudo deberse al rechazo de los otros miembros del grupo.
Lennon comentó que el tema estuvo yendo y viniendo durante algún tiempo:

"La canción estuvo en todos lados varios meses antes de que estuviera lista. Cada vez que nos reuníamos para escribir canciones destinadas a una sesión de grabación, reaparecía una vez más. Ya casi la teníamos lista. Paul escribió casi toda la letra, pero no encontrábamos el título adecuado. La llamamos 'Huevos revueltos', a modo de broma entre nosotros. Decidimos que el título solo debía tener una palabra, pero no encontrábamos ninguna adecuada. Una mañana, Paul se levantó, completó la letra y encontró el título. Me entristeció un poco haberla terminado, porque tuvimos muchos momentos divertidos a su costa".

El 27 de mayo de 1965, McCartney y Asher viajaron a Lisboa para pasar unas vacaciones en Albufeira, Algarve, y fue ahí donde McCartney terminó de escribir la letra de la canción. Ambos se hospedaban en la casa de Bruce Welch, y McCartney tomó prestada una de sus guitarras acústicas, para así completar el trabajo de «Yesterday».
En 1980 Lennon explicó que a menudo se le daba erróneamente el mérito de haber escrito la canción.

"Voy a los restaurantes y los grupos siempre están interpretando «Yesterday». Inclusive, Yoko y yo autografiamos el violín de un tipo en España, después de que él tocara «Yesterday». No podía entender [el tipo] que yo no escribí la canción. Pero supongo que él no hubiera podido ir de mesa en mesa tocando 'I Am The Walrus'."

## Estructura musical
McCartney sólo toca una guitarra sajona acompañado por un cuarteto de cuerdas. En uno de los primeros usos de The Beatles de los músicos de sesión, «Yesterday» cuenta con dos secciones contrastantes, que difieren en la melodía y el ritmo, produciendo una sensación de separación.
La primera sección ("Yesterday, all my troubles seemed so far away...") abre con un acorde en Fa mayor, cambia a Mi menor, siguiendo con un La mayor y finalizar en Re menor. En este sentido, el acorde de apertura es un cimbel, como el musicólogo Alan Pollack señala, la tonalidad de inicio (Fa mayor) tiene poco tiempo para establecerse antes de que "tome dirección hacia Re menor". Señala que esta desviación es un recurso de composición utilizado por Lennon y McCartney, que él describe como "gratificación diferida".
La segunda sección ("Why she had to go I don't know...") es, según Pollack, menos sorprendente de lo que parece en el papel del sonido. Comenzando con Mi menor, la progresión armónica se mueve rápido a través de La mayor, Re menor, y (más cercano a Fa mayor) Si bemol, antes de volver a Fa mayor, y al final de este, McCartney se mantiene en Fa mientras que las cuerdas descienden para restablecer la tonalidad introductoria de la primera sección, antes de una breve frase de cierre tarareada.
Pollack dijo que la orquestación era "realmente una inspiración", la mencionó como un ejemplo del "talento [de Lennon y McCartney] para crear híbridos estilísticos"; en particular, elogia "la irónica tensión entre el contenido sensiblero de lo que el cuarteto interpreta y la naturaleza austera y contenida del medio en el que se interpreta".[cita requerida]

## Música y letra
La clave tónica de la canción es Fa mayor (aunque, dado que McCartney afinó su guitarra durante la grabación, parece que las cuerdas están tocadas en Sol mayor), posteriormente la canción cambia en la tonalidad de Re menor. La progresión armónica en II-V7 (acordes La séptima en Mi mayor) conduce toda la canción, dándole un aura melancólico. El acorde La séptima es un ejemplo de un dominante secundario, específicamente en el acorde V/vi. El acorde Sol séptima en el puente es otro dominante secundario, en este caso un acorde en V/V, pero en lugar de resolverlo espera a la cuerda, como en el verso La séptima, en su lugar, McCartney sigue con el acorde IV, Si bemol mayor. Este movimiento crea una línea cromática descendente de Do, Si, Si bemol y La para acompañar al título de la canción.[cita requerida]
Los arreglos de cuerdas en la canción dan una aire de tristeza, especialmente en la melodía del violonchelo gimiendo en nota de blues que conecta las dos mitades del puente (en la línea, "I don't know" / "she wouldn't say") así como la línea descendente de la viola que sigue al coro en los versos. Esta idea sencilla es sorprendente, McCartney imita esto con su voz en la segunda parte del coro. Esta línea de la viola y el violín en La en los versos finales son los únicos arreglos de cuerda que McCartney atribuye a George Martin.[cita requerida]

## Grabación

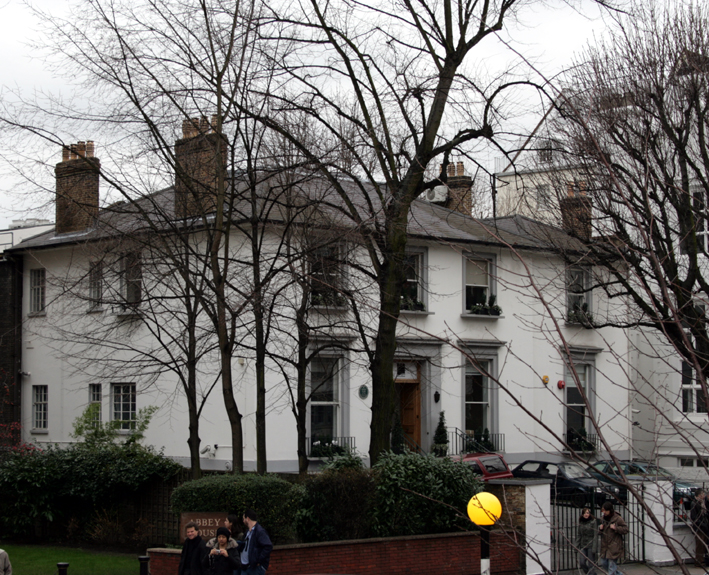
Los Estudios Abbey Road, en Londres, donde se grabó la canción «Yesterday».

La canción fue grabada en los estudios de grabación de EMI (después de la grabación de "I'm Down") el 14 de junio de 1965. Hay versiones contradictorias sobre cómo fue esa grabación; la más citada es que McCartney grabó la canción sin la participación de los otros miembros del grupo.
Otras fuentes afirman que en un principio McCartney y los Beatles probaron una gran variedad de instrumentos, incluyendo la batería y un órgano, y que más tarde George Martin los convenció para que McCartney solo tocara una guitarra sajona, e incluir un cuarteto de cuerdas para acompañar a McCartney. De todos modos, ninguno de los otros miembros fue incluido en la grabación final. Sin embargo, la canción fue tocada con los demás miembros de la banda en sus conciertos de 1966.
McCartney hizo dos tomas de «Yesterday», el 14 de junio de 1965. La toma dos se consideró la mejor y fue utilizada para la masterización final. Un cuarteto de cuerdas fue añadido en la toma dos y esta versión de la canción fue la publicada. La toma uno, que no contiene ninguna mezcla, más tarde fue lanzada en el álbum recopilatorio Anthology 2. En la toma dos se incorporaron dos líneas más que en la primera toma: "There's a shadow hanging over me"/"I'm not half the man I used to be".
Un hecho que ha sido poco conocido, es la participación en la grabación del español Francesc Gabarró, violoncelista profesional de cámara que le dio a Yesterday el toque de blues en la segunda estrofa. Al parecer, Gabarró rechazó los derechos de autor, ya que tenía por costumbre ir solo a tocar una pieza. Cobró 5 libras por esa sesión, que duró dos horas.
George Martin dijo:

"Esta [Yesterday] no era en realidad una grabación de The Beatles y yo discutía eso con Brian Epstein: 'Ya sabes, esa es una canción de Paul... ¿la acreditamos únicamente a Paul McCartney?' Él dijo 'No, sea lo que sea nosotros no dividiremos a The Beatles'."

## Lanzamiento

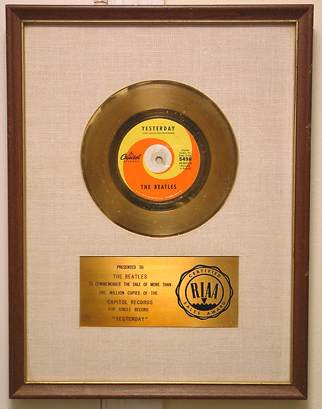
Disco de oro del sencillo «Yesterday» otorgado por la RIAA en octubre de 1965.

Aunque McCartney había quedado fascinado con la canción, no pudo convencer a los demás integrantes de la banda para que pudiera aparecer en un álbum, ya que la canción no correspondía con su imagen, considerando que tenía muy poco parecido con las demás canciones del grupo en ese momento. Este parecer fue tan fuerte que Lennon, Harrison y Starr no permitieron que «Yesterday» se publicara como sencillo en el Reino Unido. Esto no evitó que Matt Monro hiciera una versión del tema, siendo este el primero de muchas otras versiones de «Yesterday», las cuales se harían tiempo más tarde. La versión de Monro apareció entre los diez primeros lugares en las listas inglesas, poco después de su lanzamiento en el otoño de 1965.
La influencia de The Beatles sobre su sello discográfico en Estados Unidos, Capitol, no fue tan fuerte como con la británica de EMI, Parlophone. Un sencillo fue lanzado en los EE. UU., el cual incluía a «Yesterday» y «Act Naturally», un tema que contaba con Starr en la voz principal. El sencillo fue lanzado el 29 de septiembre de 1965, y encabezó las listas durante todo un mes, comenzando el 9 de octubre. La canción permaneció durante un total de 11 semanas en las listas estadounidenses, vendió un millón de copias en cinco semanas. «Yesterday» fue la más tocada en la radio americana durante ocho años consecutivos, por lo que su popularidad era innegable.
El 4 de marzo de 1966, la canción «Yesterday» fue lanzada como un EP en el Reino Unido, junto con "Act Naturally" en el lado A y "You Like Me Too Much" y "It's Only Love" en el lado B. Hacia el 12 de marzo, el EP había hecho su aparición en las listas. El 26 de marzo de 1966, el EP llegó al número uno, posición en la que permaneció durante dos meses. Más tarde ese año, «Yesterday» fue incluida en el álbum de lanzamiento estadounidense Yesterday and Today.[cita requerida]
El 8 de marzo de 1976, fue lanzada por Parlophone como un sencillo en el Reino Unido, con "I Should Have Known Better" en el lado B. Apareció en las listas de éxitos el 13 de marzo y permaneció durante siete semanas, pero no alcanzó un número superior al 8.[cita requerida] El lanzamiento fue producto de la expiración del contrato de The Beatles con EMI, sello discográfico al que pertenecía Parlophone.[cita requerida]

## Recepción
| País           | Lista             | Posición      |
| -------------- | ----------------- | ------------- |
| 1965           |                   |               |
| Austria        | Ö3 Austria Top 40 | 10            |
| Estados Unidos | Billboard Hot 100 | 1 (4 semanas) |
| 1976           |                   |               |
| España         | PROMUSICAE        | 44            |
| Reino Unido    | UK Singles Chart  | 8             |

«Yesterday» ganó el Premio Ivor Novello por 'Mejor Canción de 1965', y ocupó el segundo lugar por 'El trabajo con más actuaciones del año', perdiendo contra otra composición de McCartney, «Michelle». La canción ha recibido una justa aclamación en los últimos tiempos. Así, ocupa el puesto número 13 en la lista de Rolling Stone de las 500 mejores canciones de todos los tiempos. En 1999, la Broadcast Music Incorporated (BMI) colocó a «Yesterday» en la tercera posición en su lista de las canciones más interpretadas del siglo XX en radio y televisión, con aproximadamente siete millones de actuaciones. «Yesterday» fue superada solo por "Never My Love" de The Association y "You've Lost That Lovin' Feelin'" de Righteous Brothers. En 1999, «Yesterday» fue elegida como la mejor canción del siglo XX en una encuesta realizada por la BBC Radio.
«Yesterday», sin embargo, también ha sido criticada por ser mundana y empalagosa. Bob Dylan tuvo una marcada aversión por la canción, afirmando que "si usted entra en la Biblioteca del Congreso, puede encontrar algo mucho mejor que eso. Hay millones de canciones como 'Yesterday' y 'Michelle' escritas en Tin Pan Alley'". Irónicamente, en última instancia, Dylan grabó su propia versión de «Yesterday» cuatro años más tarde, pero esta versión nunca fue publicada.

## En directo
Los Beatles tocaron «Yesterday» por primera vez en directo el 1 de agosto de 1965 en el ABC Theatre de Blackpool en el marco del European Tour 1965 esta versión se encuentra en el álbum Anthology 2 publicado en 1996. Se mantuvo en el repertorio hasta el concierto en Candlestick Park, San Francisco, el 29 de agosto de 1966, último de la historia del grupo, ya que ese año decidieron dejar de hacer giras musicales.
Posteriormente, Paul McCartney, tanto con los Wings como en solitario, ha seguido tocando la canción en sus conciertos hasta la actualidad.

## Reconocimientos
La información respecto a los reconocimientos atribuidos a «Yesterday» está adaptada de AcclaimedMusic.net
| Publicación                      | País           | Lista                                          | Año  | Posición |
| -------------------------------- | -------------- | ---------------------------------------------- | ---- | -------- |
| RIAA y NEA                       | Estados Unidos | Las 365 mejores canciones del siglo XX         | 2001 | 56       |
| Rock and Roll Hall of Fame       | Estados Unidos | Las 500 canciones que formaron el rock         | 1994 | *        |
| Stephen Spignesi y Michael Lewis | Estados Unidos | Las 100 mejores canciones de The Beatles       | 2004 | 4        |
| VH1                              | Estados Unidos | Las 100 más grandes canciones de la historia   | 2000 | 12       |
| Rolling Stone                    | Estados Unidos | Las 500 mejores canciones de todos los tiempos | 2004 | 13       |
| Mojo                             | Reino Unido    | Las 100 canciones más grandes de la historia   | 2000 | 11       |

(*) lista designada sin un orden establecido.

## Otras versiones
«Yesterday» ha sido reconocida como una de las canciones con más grabaciones en la historia de la música popular según el Libro Guinness de los récords, por una ecléctica mezcla de artistas como Marianne Faithfull, The Mamas and the Papas y Barry McGuire, The Seekers, Joan Baez, John Denver, Luis Miguel, Michael Bolton, Bob Dylan,Tom Jones,Liberace, Frank Sinatra, Elvis Presley, Ray Charles, Marvin Gaye, Daffy Duck, Jan & Dean, Wet Wet Wet, Plácido Domingo, The Head Shop, Billy Dean, En Vogue, Muslim Magomayev, Camboy Estevez (En español) y Boyz II Men. En 1976, David Essex hizo una versión de la canción para el documental musical All This and World War II. En los premios Grammy de 2006, McCartney tocó la canción en vivo como un mashup con la canción de Linkin Park y Jay-Z "Numb/Encore".
También Marianne Faithfull interpretó la canción en su sencillo publicado en 1965 y recogido en su álbum Love in a Mist (1967).

## Similitud con otras canciones
En 2001, Ian Hammond especuló que McCartney pudo haberse basado inconscientemente en la versión de Ray Charles de "Georgia On My Mind", pero cerró su artículo diciendo que a pesar de las similitudes con «Yesterday» es "completamente original e individual [el trabajo]".
En julio de 2003, musicólogos británicos encontraron importantes similitudes en la letra y los esquemas rítmicos de «Yesterday» y la canción "Answer Me, My Love" de Nat King Cole (originalmente una canción alemana de Gerhard Winkler y Fred Rauch llamada Mütterlein), lo que dio lugar a especulaciones de que McCartney había sido influido por esa canción. Publicistas de McCartney negaron cualquier parecido entre «Answer Me» y «Yesterday». Sobre la hipótesis:

«Yesterday» se inicia con la frase: "Yesterday, all my troubles seemed so far away/Now I need a place to hide away" ("Ayer, todos mis problemas parecían tan lejos/ahora necesito un lugar para esconderme"). La canción «Answer Me» tiene la línea: "Yesterday, I believed that love was here to stay, won't you tell me where I've gone astray." ("Ayer tuve la convicción de que el amor había llegado para quedarse, no me digas que he ido por mal camino").

En 2006, el productor y escritor italiano Lilli Greco aseguró que «Yesterday» es una versión de la canción napolitana del siglo XIX llamada "Piccerè Che Vene a Dicere". Sin embargo, tras las investigaciones se concluyó que la canción no tiene ninguna similitud.
También se puso en evidencia por parte de un estudioso mexicano de la música, Jorge Seymour Perkins, de que la célebre canción de McCartney tenía varias coincidencias con el bolero mexicano «Bésame mucho», de Consuelo Velázquez, en lo que parece ser un genial caso de «imitación creativa inconsciente». Seymour había detectado una exagerada serie de coincidencias fonéticas y estructurales entre ambos temas. Según él, toda la estructura de «Yesterday» seguía la del bolero mexicano. Entre «Yesterday» y «Bésame mucho» había en total 153 coincidencias fonéticas. Además, ambas canciones tenían una estructura idéntica de 12 renglones y de cuatro segmentos por renglón en los que los cambios armónicos se daban en paralelo, provocando la clara impresión de que McCartney había utilizado el bolero de Velázquez como un patrón sobre el que había calcado el esquema de «Yesterday». «Bésame mucho» ya había entrado a principios de los años sesenta en el repertorio musical en directo de los Beatles. Fue una de las 14 canciones grabadas durante la audición para la casa discográfica Decca en enero de 1962, volviéndola a interpretar para EMI en junio de ese mismo año. La grabación para EMI apareció finalmente en el recopilatorio Anthology 1.

## "Yesterday" en el cine y la televisión
La canción "Yesterday" se ha utilizado en varias ocasiones en cine y televisión. Entre otras:

### Cine
- Érase una vez en América, aparece la melodía.
- Bean, lo último en cine catastrófico, versión de Wet Wet Wet.
- Yesterday